# Hildebrand Gurlitt
Hildebrand Gurlitt (født 15. september 1895 i Dresden, død 9. november 1956 i München) var en tysk kunsthistoriker og kunstgalleridirektør, der beskæftigede sig med nazi-plyndret kunst som en af Adolf Hitlers og Hermann Görings fire autoriserede forhandlere af "degenereret kunst".
Gurlitt var en nazi-associeret kunsthandler og gullaschbaron, der under nazitiden handlede med "degenereret kunst" og købte malerier i det nazi-besatte Frankrig, hvoraf mange var stjålet, til Hitlers planlagte Führermuseum (en) — som dog aldrig blev bygget — og til ham selv. Gurlitt arvede også familiekunstværker fra både sin far og sin søster, en dygtig kunstner i sig selv. Efter Anden Verdenskrig og denazificeringsprocessen blev han direktør for Kunstforeningen for Rheinland og Westfalen ("Kunstverein für die Rheinlande und Westfalen"), indtil sin død i en bilulykke i en alder af 61.
Hans personlige samling af over 1.500 kunstværker af impressionistiske, kubistiske og ekspressionistiske kunstnere og gamle mestre forblev praktisk talt ukendt, indtil den blev bragt til offentlighedens kendskab i 2013 efter konfiskation fra hans søn, Cornelius Gurlitts besiddelse, som, selvom han aldrig blev genforenet med samlingen, testamenterede den ved sin død i 2014 til Museum of Fine Arts Bern i Schweiz.

## Tidligt liv

### Familie
Gurlitt blev født i en kunstnerisk familie i Dresden i 1895. Hans far Cornelius Gurlitt var arkitekt og kunsthistoriker, hans bror musikologen Wilibald Gurlitt (en), hans søster Cornelia (de) en maler. Hans bedstefar var landskabsmaleren Louis Gurlitt og bedstemor Elisabeth Gurlitt (født Lewald) var en søster til forfatteren Fanny Lewald (en)var jøde, hvilket ville vise sig at være problematisk under det nazistiske styre: han blev betragtet som en "kvart-jøde" under Nürnberglovene. Hildebrand Gurlitts fætre var kunsthandleren Wolfgang Gurlitt (en) og komponisten Manfred Gurlitt (en).
I 1923 giftede Hildebrand Gurlitt sig med danseren Helene ("Lena") Hanke (1895-1968), kaldet "Bambula" af hendes klassekammerater som Yvonne Georgi (en), en af Mary Wigman (en)s første elever. Med hende havde han en søn Cornelius (1932-2014) og en datter Nicoline Benita Renate (1935-2012).

### Militæret og 1. verdenskrig
Efter at have afsluttet sin skolegang viste han interesse for kunsthistorie og registrerede sig for at studere dette emne på Dresden Tekniske Skole, hvor hans far var kansler, men i 1914 begyndte 1. verdenskrig, og både Hildebrand og hans ældre bror Wilibald meldte sig frivilligt til den tyske hær. Hildebrand blev såret ved både Somme og i Champagne, og tjente senere som hærens presseofficer i Vilnius og Kaunas i Litauen, hvor han forblev indtil 1919. Da han vendte tilbage til et knust Tyskland efter demobilisering, var han desillusioneret over alle aspekter af krig og politik og svor fremover at hellige sig kunst alene som en flugt fra politik, en ironi, som ikke er undsluppet efterfølgende biografier.
Gurlitt havde et tæt forhold til sin søster Cornelia (født 1890), som var ekspressionistisk maler og var i kontakt med Marc Chagall. Hun tjente også i første Verdenskrig som sygeplejerske og flyttede til Berlin kort efter krigen. Manglen på kunstnerisk anerkendelse og depression førte til hendes selvmord i 1919; Gurlitt tog sig af hendes værker, men en del af det blev ødelagt af deres mor efter deres fars død.
Efter krigens afslutning genoptog Gurlitt sine studier i kunsthistorie, først i Frankfurt, derefter Berlin, derefter i 1921 igen i Frankfurt, hvor han i 1924 blev tildelt sin doktorgrad for en afhandling om den gotiske arkitektur i St. Catherines Kirke (en) i Oppenheim. I 1923 var han blevet gift med balletdanserinden Helene Hanke, der blev uddannet under den ekspressionistiske danserinde Mary Wigman . De fik senere to børn, Rolf Nikolaus Cornelius, kendt som Cornelius (junior) (1932-2014) og Nicoline Benita Renate (oprindeligt kendt som Renate, senere som Benita) (1935-2012).

## Tidlig karriere
Mellem 1921 og 1924 bidrog Gurlitt med artikler om kunst til aviser, og efter sin eksamen blev han den første direktør for König Albert-museet i Zwickau i 1925. En af de første udstillinger, han organiserede i Zwickau, var Max Pechsteins udstilling i oktober 1925. Økonomisk var det en succes, men det skabte megen fjendtlighed fra lokale konservative. I 1926 indgik han kontrakt med Bauhaus Dessau for design og udsmykning af museet. Senere fortsatte han med at udstille samtidskunst: i 1926 Käthe Kollwitz og en særudstilling om samtidskunst i Dresden (Das junge Dresden), i 1927 Erich Heckel og Karl Schmidt-Rottluff og i 1928 Emil Nolde.
En samling af hans breve viser, at han personligt var godt bekendt med moderne kunstnere på det tidspunkt, og han erhvervede og udstillede værker af mange af dem, herunder Barlach, Feininger, Hofer, Kandinsky, Kirchner, Klee, Kokoschka, Lissitzky, Marc og Munch . Gurlitts arbejde blev værdsat af den nationale presse og hans jævnaldrende, men den lokale presse var mindre imponeret. Byens økonomiske vanskeligheder og pressekampagner mod ham førte til hans afskedigelse i 1930.
Efter sin afskedigelse flyttede Gurlitt til Hamborg, hvor han blev kurator og administrerende direktør for Kunstverein (kunstforeningen), indtil han og bestyrelsesmedlemmerne blev tvunget til at træde tilbage af nazisterne i 1933.

## Nazitiden
Fra midten af 1930'erne og frem købte Gurlitt og i nogle tilfælde videresolgte kunstværker, ofte købt for lave priser, fra private, herunder jødiske ejere, der var under tvang til at betale ublu skatter, eller på anden måde likviderede aktiver for at flygte fra landet . På den ene side hævdede han, at han hjalp ejerne i deres knibe, da der var få forhandlere, der var parate til at foretage sådanne transaktioner. På den anden side var han ikke afvisende over for at berige sig selv i processen, og han var heller ikke afvisende over for ikke at støtte efterkrigstidens fordringshavere, der søgte at tilbageføre eller opnå erstatning for sådanne værker solgt under tvang.
Gurlitt var en af de fire forhandlere, der var udpeget af den nazistiske kommission for udnyttelse af degenereret kunst (sammen med Karl Buchholz (en), Ferdinand Möller (en) og Bernhard Böhmer) til at markedsføre konfiskerede kunstværker i udlandet. Omkring 16.000 såkaldte "degenererede" kunstværker var blevet fjernet fra museer og konfiskeret over hele Tyskland. Nogle af disse værker blev udstillet i Udstillingen Degenereret Kunst (en). Et handelsrum blev indrettet i Schönhausen Palace uden for Berlin . De fire forhandlere fik lov til at købe værker og sælge dem til udlandet, hvilket de ikke altid indberettede til kommissionen. Gurlitts navn står sammen med mange af posterne på en liste udarbejdet af Propagandaministeriet og nu indehaves af Victoria and Albert Museum, der giver detaljer om hver genstands skæbne, herunder om den blev byttet, solgt eller ødelagt.
Gurlitt brugte også sin position til at sælge kunst til indenlandske samlere, især til Bernhard Sprengel (en), hvis samling udgør kernen i Sprengel Museum (en) i Hannover. I 1936 fik Gurlitt besøg i Hamborg af Samuel Beckett.
Under den nazistiske besættelse af Frankrig udpegede Hermann Göring en række af Einsatzstab Reichsleiter Rosenberg godkendte forhandlere, inklusive Gurlitt, til at erhverve franske kunstaktiver til Hitlers planlagte Führermuseum, som han ønskede at bygge i Linz ; nogle af værkerne gik dog også til at fylde op i Görings personlige kunstsamling. I begyndelsen af 1943 udnævnte Hermann Voss (en), direktør for Hitlers planlagte Führermuseum i Linz, Gurlitt til sin officielle indkøbsagent. Gurlitt var allerede påbegyndt indkøbsrejser til Paris på vegne af tyske museer, og købte mellem 1943 og 1944 omkring 200 værker i Paris og Holland, eksklusive værker erhvervet til hans egen samling, hvoraf 168 var beregnet til Führermuseum. Gurlitt brugte utvivlsomt sine således "officielt sanktionerede" indkøbsrejser til Paris, som på det tidspunkt var oversvømmet med kunstværker, inklusive gamle mestre, af tvivlsom herkomst og inklusive genstande, der nu anerkendes som plyndrede, til yderligere at berige sine egne bedrifter, og blev også meget velhavende fra provision på de enorme beløb, der blev betalt af Hitlers regime for kunstværker på det tidspunkt. Gurlitt var ifølge Dr. Katja Terlau (en) "en af de vigtigste og mest aktive kunsthandlere under nazitiden."

## Efterkrigstiden
Gurlitt blev taget til fange med sin kone og tyve kasser med kunst i Aschbach (Schlüsselfeld) i juni 1945. Under forhør efter tilfangetagelse fortalte Gurlitt og hans kone de amerikanske hærmyndigheder, at ved Luftbombardementet af Dresden i februar 1945 var meget af hans samling og hans dokumentation af kunsttransaktioner blevet ødelagt i hans hjem i Kaitzer Strasse. Et hundrede og femten stykker taget fra ham af amerikanske og tyske myndigheder blev returneret til ham, efter at han havde overbevist dem om, at han havde erhvervet dem lovligt. Blandt dem var Løvetæmmer af Max Beckmann og Selvportræt af Otto Dix, som Gurlitt gav videre til sin søn Cornelius. Gurlitt præsenterede sig selv til sine bedømmere/ assessore som et offer for nazistisk forfølgelse på grund af sin jødiske arv og forhandlede frigivelsen af sine ejendele. Uanset om dele af hans samling og optegnelser over forretningstransaktioner blev ødelagt i Dresden, som Gurlitt hævdede, var yderligere dele tilsyneladende med held blevet skjult i Franken, Sachsen og Paris, hvorfra de blev hentet efter krigen.
I 1947 havde Gurlitt genoptaget handelen med kunstværker og tiltrådte til sidst i 1948-49 en stilling som direktør for kunstforeningen for Rheinland og Westfalen med base i Düsseldorf, i 1949 fik tildelt plads i Düsseldorfs kunstgalleri, hvor han kunne udstille. I løbet af de næste fem år iscenesatte han over 70 udstillinger af førende moderne kunstnere og formidlede salg af malerier, hvor mindst en del af indtægterne gik til foreningen, mens han samtidig handlede privat og indkøbte værker til sin egen samling, herunder Gustave Courbets Landsbypige med ged, som han den dengang betalte meget store sum på 480.000 franske francs for. Han lånte også værker fra sin samling til flere vandreudstillinger: foreksempel udstillingen, "German Watercolors, Drawings and Prints: A Mid-Century Review" omfattede 23 værker fra Hildebrands samling udstillingen turnerede i USA op til og efter hans for tidlige død i en alder af 61 i en bilulykke i 1956. Et år før sin død udarbejdede han et seks siders manuskriptforord til et udstillingskatalog, som dog aldrig blev trykt; men en afgørende side mangler (der dækker hans arbejde for nazisterne), den overlever dog i et Düsseldorf-arkiv og giver en stærkt renset personlig gennemgang af hans karriere til dato og om nogle aspekter af historien om hans samling.

## Omdømme og omvurdering
Gurlitt havde generelt succes med at skjule sin rolle i nazistisk plyndring og befri sig selv for nazi-associeret "pletter" efter krigen. I efterkrigstidens Tyskland byggede Gurlitt sammen med andre forhandlere af nazi-plyndret kunst en respektabel karriere som kunstforeningsdirektør og udstillingsleder, kunsthandler og samler. Efter sin død blev han fejret i tyske avisartikler og taler som forkæmper for moderne kunst og dens skabere, og fik endda en gade opkaldt efter sig i Düsseldorf. Afklassificeringen af militær- og efterretningsarkiver, der begyndte i slutningen af 1990'erne og opdagelsen af en skare af skjulte kunstværker i hans søns hjem i München har imidlertid ført til en veldokumenteret omvurdering. Gurlitt betragtes nu som "Hitlers kunsthandler" og en nazistisk samarbejdspartner og profitmager, uden empati for de jødiske ofre for det nazistiske regime, fra hvem mange af kunstværkerne stammede, uanset om de var anskaffet til ham selv, handlet eller købt til sine nazistiske mestres samlinger.
Hans rolle som en af de fire officielle kunsthandlere navngivet af Göring og Hitler til at handle med moderne kunst (såkaldt degenereret kunst ) er dukket op igen. Gurlitt havde hævdet, at han havde "reddet" mange af værkerne fra ødelæggelse, enten af nazisterne, ved allierede bombardementer eller konfiskation, eller ved yderligere plyndring fra sovjetborgere efter den allieredes befrielse af Europa; selvom der er et element af sandhed i dette, var en anden drivkraft tydeligvis hans egen personlige berigelse, såvel som at sikre hans og hans families overlevelse under nazitiden og et ønske om at undgå militærtjeneste.
For kritikeren James McAuley, der skrev i magasinet "Even" efter at have set de to nylige offentlige udstillinger af udvalgte værker fra samlingen, var Gurlitt en moralsk bankerot og "frygteligt middelmådig kunsthandler, hvis animationsprincip synes at have været profit og professionel fremgang", som "gjorde sin karriere i kunsten, men uden nogen reel forskel", "svindlede dem alle" og fortsatte med at sige: "Kunsten i Bonn og Bern tilføjer op til en samling uden særlig udmærkelse, spækket med banale værker i anden række på papir af mellemstore kunstnere, og den virkelige, uventede præstation af 'Statusrapport' er, at den afslører sandheden om Hildebrand Gurlitt – hans middelmådighed, hans ukomplicerede indre, hans fuldstændige forudsigelighed", selvom andre kommentatorer er meget mindre afvisende om samlingens kvalitet (se note).
Citat fra 2018, Rebecca O'Dwyer skriver:
 Hildebrand Gurlitt was a canny operator who, despite being part Jewish, managed not only to survive but to thrive in Nazi Germany. He achieved this through full cooperation: facilitating the sale of so-called "degenerate art" to (mostly) foreign buyers to buoy the regime's coffers, while also acquiring suitably völkisch art from Nazi-occupied countries for the planned Führer Museum in Linz. At the same time, Gurlitt made money siphoning off countless works for his own collection. Where the art came from, and the reason behind each individual sale – if the pieces were sold at all – did not really concern him. ... [In the 2017–2018 exhibitions] particular artworks are exhibited alongside case studies documenting their original owners, predominately Jewish people forced to sell their possessions, or whose homes were looted as they either fled or were murdered. These small family histories make fully apparent the horror on which Gurlitt's successful career was founded.

Forfatter Catherine Hickey gav sin egen vurdering af Gurlitts handlinger i 2015:
 He was an anti-Nazi who became corrupted by the regime he professed to hate; whose fear and ambition combined led him to compromise his own beliefs and, in the process, forfeit his integrity. ... What is most regrettable in Hildebrand's case is that despite his immense wealth, he never tried to make amends after the war when he could have done so without fear of repercussion. ... This perhaps more than anything else in his biography is a sign of how far the Nazis' inhumanity crept into the minds of those who lived under them.

## Overlevelse af kunstsamling
Langt fra at være for det meste tabt i krigen, som Gurlitt havde hævdet, var omkring 1.500 kunstværker tilbage i Gurlitts besiddelse på tidspunktet for hans død, og overgik til hans kone Helene og dermed til deres søn Cornelius (med nogle til hans søster Renate) efter Helenes død i 1964. De forblev i den yngre generation af Gurlitts' besiddelse i over fire årtier uden offentlig viden, selvom Cornelius vides at have solgt elleve værker via Galerie Kornfeld (en) i Bern, Schweiz, i 1988, og muligvis fire andre i 1990, samt Max Beckmanns Løvetæmmeren, der blev solgt på auktion i 2011, hvor overskuddet blev delt mellem Cornelius og en slægtning til maleriets oprindelige jødiske ejere.
Helene havde tidligere solgt tre malerier, herunder Picassos Portræt af en kvinde med to næser, via auktionshuset Ketterer i Stuttgart i 1960, plus tilbudt Bar, Brown af Max Beckmann, som ikke blev solgt; Cornelius solgte efterfølgende det samme maleri via Ketterer igen i 1972. I 2007 blev August Mackes Kvinde med en papegøje, også med en Hildebrand Gurlitt herkomst, solgt i Berlin via auktionshuset Villa Grisebach for 2 millioner euro; sælgeren var en unavngiven tysk samler, der af undersøgelsesforfatteren Catherine Hickey mistænkes for at have været Cornelius' søster Renate (Benita).
Den 22. september 2010 fandt tyske toldere ved grænsen mellem Tyskland og Schweiz, at Cornelius, da 77 år gammel, havde 9.000 euro i kontanter, som han forklarede var penge fra det tidligere salg af et maleri, som førte til en ransagningskendelse i 2011 af sin lejlighed i Schwabing, München. Den 28. februar 2012 opdagede embedsmænd fra Augsburgs anklagemyndighed 1.406 kunstværker, hovedparten af Hildebrands originale samling, med en rapporteret anslået værdi (efterfølgende fundet at være meget overdrevet) på 1 milliarder € (ca. 1,3 milliarder dollars), som de derefter konfiskerede.
Myndighederne forbød i første omgang rapportering om razziaen, som først kom frem i 2013. Efterfølgende opnåede Cornelius' lovligt udpegede depotforvalter en aftale om, at samlingen skulle returneres, da der ikke var beviser for, at Cornelius havde brudt nogen tyske love; dog var intet blevet returneret ved Cornelius' død. En yderligere del af samlingen blev afsløret af Cornelius' domstolsudnævnte advokat for at være opbevaret i hans bopæl i Salzburg, Østrig, hvor han officielt havde bopæl og var registreret af skattemæssige formål; disse genstande forblev i Cornelius' besiddelse, da de tyske myndigheder ikke havde nogen jurisdiktion dér. Cornelius, der tilsyneladende var fornærmet over den behandling, han havde modtaget fra de tyske myndigheder, testamenterede ved sin død i 2014 hele samlingen til et lille museum i Schweiz, Museum of Fine Arts Bern, som i november 2014 indvilligede i at modtage legatet, minus evt. værker, for hvilke den mulige status som krigstidens plyndrede kunst stadig var i tvivl. Udstillinger af nogle af værkerne fra samlingen blev vist i november 2017.

## Liste over publikationer af Hildebrand Gurlitt
- Baugeschichte der Katharinenkirche i Oppenheim a. Rh. Frankfurt, Phil. Diss. , 1924.
- Einführung und Begleittext zum Neudruck nach dem Exemplar in der Preußischen Staatsbibliothek von Peter Paul Rubens, Palazzi di Genova 1622, Berlin 1924. (online)
- Stadt Zwickau. Förster & Borries, Zwickau 1926.
- Aus Alt-Sachsen. B. Harz, Berlin 1928.
- Zu Emil Noldes Aquarellen. I: Die Kunst für alle. München 1929, S. 41. (online)
- Die Katharinenkirche i Oppenheim a. Rh. Urban-Verlag, Freiburg i. Br. 1930.
- Museen und Ausstellungen in mittleren Städten . I: Das neue Frankfurt, internationale Monatsschrift für die Probleme kultureller Neugestaltung, Frankfurt 1930, S. 146. (online)
- Neue englische Malerei . I: Die neue Stadt, internationale Monatsschrift für architektonische Planung und städtische Kultur, Frankfurt am Main 1933, S. 186. (online)
- Sammlung Wilhelm Buller. Kunstverein für die Rheinlande und Westfalen, Düsseldorf 1955.
- Richard Gessner. Freunde mainfränkischer Kunst und Geschichte, Würzburg 1955.